# Cylindroiulus perforatus
Cylindroiulus perforatus är en mångfotingart som beskrevs av Karl Wilhelm Verhoeff 1905. Cylindroiulus perforatus ingår i släktet Cylindroiulus och familjen kejsardubbelfotingar. Inga underarter finns listade i Catalogue of Life.